# Вулька-Орловська (Люблінське воєводство)
Вулька-Орловська (пол. Wólka Orłowska) — село в Польщі, у гміні Ізбиця Красноставського повіту Люблінського воєводства.
Населення — 568 осіб (2011).
У 1975-1998 роках село належало до Замойського воєводства.

## Демографія
Демографічна структура станом на 31 березня 2011 року:
|          | Загалом | Допрацездатний вік | Працездатний вік | Постпрацездатний вік |
| -------- | ------- | ------------------ | ---------------- | -------------------- |
| Чоловіки | 271     | 46                 | 198              | 27                   |
| Жінки    | 297     | 48                 | 165              | 84                   |
| Разом    | 568     | 94                 | 363              | 111                  |